# Deinacrida heteracantha
Deinacrida heteracantha é uma espécie de insecto da família Anostostomatidae.
É endémica da Nova Zelândia.